# Rysslands herrlandslag i vattenpolo
Rysslands herrlandslag i vattenpolo representerar Ryssland i vattenpolo på herrsidan. Laget tog silver i 2000 års olympiska turnering.

## Medaljer

### OS[2]
| Ort och år  | Placering |
| ----------- | --------- |
| Sydney 2000 |           |
| Aten 2004   |           |

### VM[2]
| Ort och år   | Placering |
| ------------ | --------- |
| Rom 1994     |           |
| Fukuoka 2001 |           |

### EM
| Ort och år   | Placering |
| ------------ | --------- |
| Sevilla 1997 |           |